# Craniella leptoderma
Craniella leptoderma är en svampdjursart som först beskrevs av William Johnson Sollas 1886.  Craniella leptoderma ingår i släktet Craniella och familjen Tetillidae. Inga underarter finns listade i Catalogue of Life.